# Hàng không học

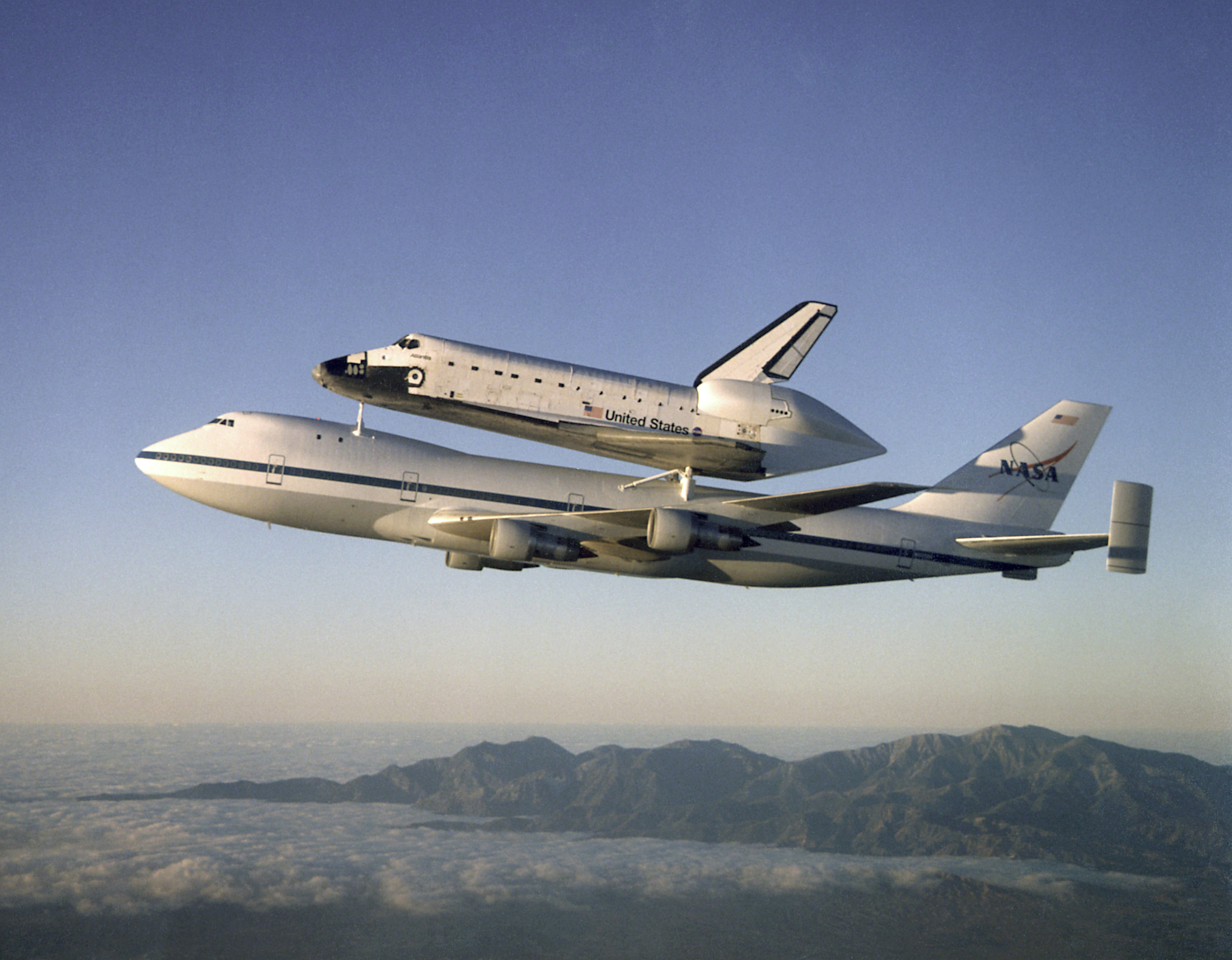
Máy bay chở Tàu con thoi Atlantis

Hàng không học hay khoa học hàng không là khoa học hoặc nghệ thuật liên quan đến nghiên cứu, thiết kế và sản xuất máy móc có khả năng bay trên không, và các kỹ thuật vận hành máy bay và tên lửa trong khí quyển.
Mặc dù thuật ngữ ban đầu chỉ đề cập đến việc vận hành máy bay, nhưng nó đã được mở rộng để bao gồm công nghệ, kinh doanh và các khía cạnh khác liên quan đến máy bay. Thuật ngữ "hàng không" đôi khi được sử dụng thay thế cho hàng không học, mặc dù "hàng không học" bao gồm các máy bay nhẹ hơn không khí như khí cầu, và bao gồm cả phương tiện đạn đạo trong khi "hàng không" về mặt kỹ thuật thì không.
Một phần quan trọng của khoa học hàng không là một nhánh của động lực học gọi là khí động học, liên quan đến chuyển động của không khí và cách nó tương tác với các vật thể chuyển động, như máy bay.